# Ruda Wielka
Ruda Wielka – wieś w Polsce położona w województwie mazowieckim, w powiecie radomskim, w gminie Wierzbica. Ma status sołectwa.
Wieś jest siedzibą rzymskokatolickiej parafii Najświętszego Serca Jezusowego.

## Geografia
Wieś położona jest w północno-zachodniej części gminy, nieopodal granicy z gminą Orońsko (powiat szydłowiecki). Miejscowość znajduje się na skrzyżowaniu dróg powiatowych: relacji Radom (15 km) – Wierzbica (5 km, nr 3557W; dawny trakt Starokrakowski: 60 km do Kielc, 115 km do Warszawy) oraz Mniszek – Orońsko (6 km) – Ruda Wielka (nr 4011W).
Miejscowość złożona jest z dwóch zespołów osadniczych: głównej części zwanej Starą Wsią oraz Komorników, integralnej części wsi (osady kolejowej). W układzie przestrzennym Rudy Wielkiej zaznacza się historyczny rozwój osadnictwa. Najpewniej założona na prawie polskim jako widlica, u zbiegu lokalnych dróg do traktu Starokrakowskiego. Później musiała być przenoszona na prawo niemieckie, skoro otrzymała centralnie położony, owalny nawieś ze stawem w środku (między dzisiejszymi ul. Radomską, Lipową i Stawową). W XIX w., wraz z budową kolei Warszawsko-Wiedeńskiej, powstał przystanek Ruda Wielka z osadą.
W Rudzie Wielkiej mają swoje przystanki linie autobusowe: stała Radom – Wierzbica i sezonowa Szydłowiec – Kowala-Stępocina – Radom.

### Części wsi
| SIMC    | Nazwa     | Rodzaj    |
| ------- | --------- | --------- |
| 0641124 | Komorniki | część wsi |

## Ludność
- XV w.: ok. 140 os.
- 1508: ok. 203 os.

- 1827: 145 os.
- 1864: 71 os.

## Historia
Układ przestrzenny wsi wskazuje, że mogła być ona założona najpóźniej w 1. poł. XIII w. na prawie polskim, następnie przeniesiona na prawo magdeburskie. Nie są jednak znane źródła historyczne, które mogłyby to jednoznacznie potwierdzić. Pierwszy pisemny ślad o Rudzie Wielkiej pochodzi dopiero z XV w., spod pióra Jana Długosza. Wspomina on o miejscowości, mającej być własnością szlachecką, podzieloną aż na czterech dziedziców: Stanisława herbu Wąż, niejakich Gąbki i Wilka oraz nieznanego z imienia pana. Pisząc dalej o dziesięcinach pobieranych z dwóch ostatnich „folwarków” wskazuje, że osadę zamieszkiwali kmiecie. Stąd pogląd o aż czterech folwarkach należy wiązać z zagrodami przedstawicieli tej warstwy społecznej, a imiona Gąbki i Wilka z wymienieniem zasiadźcy-wójta bądź sołtysa wsi. Zagrody kmiece oddawały dziesięcinę dziekanowi kieleckiemu, zaś folwark Wężów plebanowi wierzbickiemu.
Syn Stanisława Węża, Jan przyjął nazwisko od nazwy rodowej siedziby Rudzki. Zabiegał on o wyrugowanie z urzędów tak Gąbki, jak Wilka, w czym miało mu pomóc zobowiązanie się przed opatem wąchockim do oddawania dziesięciny na rzecz klasztoru z 2/3 części kmiecej. Wywołało to zatarg pomiędzy dziekanem kieleckim a opatem, co zanotował Długosz. Nie napisał jednak, jak spór ten rozstrzygnięto. W XV w. wieś składała się z ok. 20 zagród, co pozwala szacować liczbę jej mieszkańców na ok. 140 – 240.
W okresie staropolskim (do 1795) wieś znajdowała się w powiecie radomskim, województwie sandomierskim. W 1508 wieś była współwłasnością szlachecką rodu Węży, Marcina Sobkowica i Mateusza z Rudy. Część osady należała do Jana Chlochola (zarządzającego w imieniu żony), którego siedziba rodowa znajdowała się w Młodnicach. Ruda Wielka składała się wówczas z 29 zagród, co pozwala szacować jej ludność na ok. 203 – 348. Do 1569 Ruda Wielka znajdowała się w parafii św. Stanisława w Wierzbicy, następnie św. Wojciecha w Kowali Stępocinie. W owym czasie obok chłopów wieś zamieszkiwała drobna szlachta zagrodowa, m.in. Gąbkowie, Gembkowie, Grzybowscy, Kierzkowscy, Kochanowscy, Kurkowie, Kyrbowie, Nieczujowie, Młodniccy.
W XIX w. Ruda Wielka nadal pozostawała w powiecie radomskim (1810–1815: departament radomski, 1815–1837: województwo sandomierskie, 1837–1844: gubernia sandomierska, 1844–1918: gubernia radomska). Po utworzeniu gmin w 1864, znalazła się w gminie Kowala Stępocina. Miejscowość liczyła 56 zagród i 71 mieszkańców (1888). Jej zabudowa nadal była zdominowana przez drewno, spośród 69 budynków tylko 3 były murowane. We wsi zlokalizowany był dwór z folwarkiem oraz młyn wiatrowy. Uwłaszczenie chłopów z 1864, zostało zrealizowane tutaj dopiero w 1888. Chłopi uzyskali możliwość do wolnego korzystania z lasu i pastwisk oraz zwiększyli swoje ziemie orne.
Późna parcelacja folwarku, spowodowała, że jeszcze na przełomie XIX i XX w. dominującą formą gospodarowania była trójpolówka. Poszerzenie areałów chłopskich, umożliwiło wprowadzanie płodozmianu. W 1919 Ruda Wielka znalazła się wraz z gminą Kowala Stępocina i całym powiatem w województwie kieleckim. W 1936 uruchomiono szkołę powszechną, w której pracował m.in. Edmund Bakalarz (1913–1942), nauczyciel, bibliotekarz, partyzant, więzień Oświęcimia. W latach 1975–1998 miejscowość administracyjnie należała do województwa radomskiego. W 1984 wieś została siedzibą nowej parafii pw. Najświętszego Serca Jezusowego.

## Infrastruktura
- Publiczna Szkoła Podstawowa,
- kościół pw. Najświętszego Serca Jezusowego,
- cmentarz rzymskokatolicki,
- zakład fryzjersko–kosmetyczny,

## Zabytki
- cmentarz wojskowy wraz z mauzoleum z 1915 – na cmentarzu pochowani są żołnierze niemieccy z okresu I wojny światowej. Na cmentarzu kamienne mauzoleum o bryle rotundy. Odrestaurowany w 2019.
- kapliczka z 1937.

## Sport
W miejscowości Ruda Wielka funkcjonuje amatorski klub piłkarski LUKS Ruda Wielka. W sezonie 2014/2015 klub grał w radomskiej klasie B.